# Strange Attraction
Singles de The Cure
Mint Car
(1996) Gone!
(1996)
Pistes de Wild Mood Swings
The 13th Mint Car
Strange Attraction est une chanson du groupe The Cure figurant sur l'album Wild Mood Swings, sortie en single le 8 octobre 1996.
La chanson parle d'une relation qui débute par correspondance, tourne à l'obsession et finit par une déception amoureuse.
Aucun vidéo-clip n'a été réalisé pour cette chanson. 

## Contenu
Le single est sorti uniquement aux États-Unis et en Australie sous le format d'un CD 5 titres. La chanson Strange Attraction y apparaît en deux versions (Adrian Sherwood Album Mix et Strange Mix). Les trois autres titres sont des remixes de chansons de l'album Wild Mood Swings: Gone! (Critter Mix), The 13th ( Feels Good Mix), et This is a Lie (Ambient Mix)
L'Ambient Mix de This is a Lie est réalisé par Tim Palmer. Enthousiasmé par cette version de la chanson, Robert Smith a déclaré que selon lui, elle aurait fait un meilleur single que Gone! sorti juste après Strange Attraction et choisi par le label discographique. Cet Ambient Mix sera d'ailleurs inclus dans le coffret Join the Dots en 2004.

## Liste des titres
1. Strange Attraction (Adrian Sherwood Album Mix) - 4:20
2. The 13th (Feels Good Mix) - 6:08
3. This is a Lie (Ambient Mix) - 4:32
4. Gone! (Critter Mix) - 4:26
5. Strange Attraction (Strange Mix) - 4:17